# Represa de Yacyretá
La Central Hidroeléctrica Yacyretá-Apipé, también conocida como Entidad Binacional Yacyretá, EBY o simplemente Yacyretá, es una infraestructura energética de uso multipropósito, centrada principalmente en la generación hidroeléctrica. Se encuentra ubicada en el río Paraná, a la altura de la isla Yacyretá. El proyecto binacional es fruto de un acuerdo entre Paraguay y Argentina a través del Tratado de Yacyretá, firmado en 1973, que busca no solo la producción de energía eléctrica, sino también el mejoramiento de las condiciones de navegabilidad del río Paraná y la mitigación de las inundaciones en la región. La central cuenta con una capacidad instalada de 3200 MW y una generación anual promedio de 20 000 GWh, siendo una de las principales fuentes de energía de ambos países.
El nombre de Yacyretá es una variación de jasy retã (del idioma guaraní), que puede traducirse como «lugar donde brilla la luna» o «lugar de aguas difíciles», aunque su traducción literal es «tierra (retã) de la luna (jasy)». Se refiere a la isla del río Paraná en la que fue instalada la central, cuya principal finalidad es la transformación de la energía energía hídrica en energía eléctrica.
El complejo se administra bajo un modelo binacional, con la participación equitativa de las empresas nacionales de energía de ambos países: la Administración Nacional de Electricidad (ANDE) de Paraguay y la Compañía Administradora del Mercado Mayorista Eléctrico Sociedad Anónima (CAMMESA) de Argentina. La construcción de la central y sus instalaciones asociadas, que incluyen un sistema de turbinas, generadores y transformadores, se diseñó para satisfacer las necesidades energéticas de ambos países, con énfasis en la sostenibilidad y el control de su impacto ambiental.
Está conformado por un extenso embalse de agua, creado artificialmente por la construcción de varias represas de material suelto (arena, arcilla y roca), con una longitud de coronamiento aproximada de 67 km denominadas: (de sur a norte) Represa Lateral Izquierda, Represa Principal Izquierda, Represa de Cierre del Brazo Principal, Represa Isla Yacyretá, Represa de Cierre del Brazo Aña-Cuá y Represa Lateral Derecha. Contiene dos vertederos, una central hidroeléctrica, un canal de navegación con dos esclusas, y dos ascensores para peces a ambos lados de la central hidroeléctrica. El embalse cubrió en su totalidad la isla Talavera, y el 90 % de la isla Yacyretá.
Construida en el curso alto del río Paraná, se extiende entre los departamentos Ituzaingó, en la Provincia de Corrientes en Argentina, y el Departamento de Misiones en Paraguay. Posee una potencia instalada de 3.200 MW, y su línea de cota alcanza los 83 m s. n. m.. Debido a que los requerimientos eléctricos de Paraguay están cubiertos, este país solo consume, en promedio, entre el 10 y el 13 % de la energía producida.
La primera de sus 20 turbinas, fue puesta en servicio en junio de 1994, y la última en agosto de 1998. La represa oficialmente fue inaugurada el 7 de julio de 1994 por los presidentes de Argentina Carlos Menem y su par de Paraguay Juan Carlos Wasmosy, día en que se pusieron por primera vez en funcionamiento las 20 turbinas, de esta forma, la producción bruta anual de la central se incrementó en un 37,7 %. Desde fines de los años 1990, hasta el año 2011, la central solo trabajaba a un 60 % de su capacidad máxima de producción, debido a las obras pendientes para poder elevar a la cota requerida de 83 m s. n. m. Hoy día lo hace al 100 %.
El proyecto y la construcción de la represa, fueron objeto constante de críticas, tanto por las consecuencias ecológicas, como económicas. Entre las primeras, afectó el ecosistema, anegando un bioma que condujo a la desaparición de numerosas especies endémicas; y entre las segundas, la gestión del emprendimiento, cuyo presupuesto original de USD 1500 millones, se excedió casi siete veces, hasta alcanzar la suma de USD 11 500 millones lo que dio origen a múltiples denuncias de corrupción, en ambos países. Un proyecto de ampliación del complejo, denominado Más Yacyretá, permitió incrementar la capacidad de producción hidroeléctrica en un 15 %. Yacyretá, en 2017, abastece el 22 % de la demanda eléctrica argentina, y representa el 45 % del total de la energía hidroeléctrica producida en el país.

## Ubicación
Yacyretá se encuentra a 300 km al sudeste de Asunción (Paraguay), a 104 km al oeste de Posadas y a 1000 km al norte de la ciudad de Buenos Aires (Argentina). Está situada entre las ciudades de Ituzaingó (Argentina) y Ayolas (Paraguay), en el área conocida como Los rápidos de Apipé. El embalse principal se ubica en los alrededores de la isla Grande de Apipé, Ituzaingó y Yacyretá

Posee dos puentes que conectan a ambos países; uno de ellos, elevadizo 
, que se encuentra a la salida de Ituzaingó sobre el canal de navegación, cercano a la central hidroeléctrica y el segundo de hormigón, ubicado a metros de Ayolas, sobre el brazo Aña-cuá.

La represa además beneficia especialmente a los departamentos de Caazapá, Itapúa y Ñeembucú, en Paraguay, y a las provincias de Corrientes y Misiones en Argentina.

## Historia

### Antecedentes
El Acuerdo de 1926 entre Paraguay y Argentina sentó las bases para el aprovechamiento de las caídas de agua del Alto Paraná. Fue firmado en Washington por los embajadores Eusebio Ayala (Paraguay) y Honorio Pueyrredón (Argentina). En él, Paraguay autorizaba a Argentina a realizar estudios y obras hidráulicas en el río, siempre que no afectaran la navegación. Además, si las obras se ubicaban en jurisdicción compartida o paraguaya, Paraguay tendría derecho a un 7,5 % de la energía producida, con la posibilidad de negociar más. También se estableció una comisión internacional para supervisar la aplicación del acuerdo y se fijó un plazo de 10 años para iniciar las obras, tras lo cual el tratado podría ser denunciado.
Posteriormente, el Convenio de 1958 reafirmó el interés de ambos gobiernos en generar energía en la zona de Yacyretá y Apipé, mejorando la navegación del Paraná. En acuerdos sucesivos, Argentina y Paraguay ratificaron su compromiso con la explotación compartida del río, dentro de un marco de cooperación internacional y amistad bilateral. Este proceso culminó con la Declaración de Asunción de 1971, que estableció criterios sobre el uso de ríos internacionales, sentando las bases para el Tratado de Yacyretá.
El Tratado de Yacyretá se firmó el 3 de diciembre de 1973 en Asunción, en un contexto de crisis petrolera mundial, con el objetivo de garantizar el abastecimiento energético de la región. Entró en vigor el 27 de marzo de 1974, tras el canje de instrumentos de ratificación, siendo aprobado por la Ley N.º 20.646 en Argentina y la Ley N.º 433 en Paraguay.
El proyecto tiene antecedentes desde 1926, cuando se firmó en Washington un protocolo para el uso de los Saltos de Yacyretá-Apipé. En 1958, se creó la Comisión Mixta Técnica Argentino-Paraguaya, encargada de estudiar la viabilidad del proyecto.
Con la firma del tratado en 1973, ambos países acordaron emprender la construcción de la represa en igualdad de condiciones, creando la Entidad Binacional Yacyretá (EBY), responsable de los estudios, ejecución y explotación de la obra.

### Construcción e inauguración
La construcción se inició el 7 de diciembre de 1983. El 26 de abril de 1989, se firmaron las notas reversales que definían el esquema definitivo de las obras de protección de los valles y arroyos afluentes al embalse en su margen derecha (paraguaya). En junio de ese mismo año se finalizó el cierre del brazo principal del río, y el 19 de mayo de 1984, se represa el brazo Aña-cuá. 
El 1 de junio de 1993 se habilitó el canal de navegación, para salvar la diferencia de alturas. 
El 2 de septiembre de 1994, en un acto protocolar, con la presencia de los presidentes de Argentina y Paraguay, se ponía en marcha la primera turbina de la central hidroeléctrica.
La primera de sus 20 turbinas, fue puesta en servicio en junio de 1994, y la última en agosto de 1998. La represa oficialmente fue inaugurada el 7 de julio de 1994 por los presidentes de Argentina Carlos Menem y su par de Paraguay Juan Carlos Wasmosy, día en que se pusieron por primera vez en funcionamiento las 20 turbinas, de esta forma, la producción bruta anual de la central se incrementó en un 37,7%.
La represa fue inaugurada el 7 de julio de 1998 por los Presidentes de Argentina, Carlos Menem y su par de Paraguay, Juan Carlos Wasmosy. Ese día, se pusieron en producción, por primera vez, las 20 turbinas del complejo, operando al 60% de su capacidad máxima de producción. Desde entonces y hasta el año 2011, la central solo trabajaba a un 60% de su capacidad máxima de producción, debido a las obras pendientes para poder elevar a la cota requerida de 83 m s. n. m.

### Ejecución del PTY y finalización de la represa
Hasta el año 2006, la central hidroeléctrica operaba en cota 76 m s. n. m. del río Paraná. Esta diferencia de altura, fue la responsable de que la presa funcionara al 60% de su capacidad instalada, con una potencia máxima de 2.100 MW en lugar de los 3.200 MW proyectados. La principal razón por la que no se permitía que el nivel de agua alcanzara los 83 m s. n. m. proyectados, era que el agua cubriría 500 km² adicionales en los que vivían alrededor de 80.000 personas que aún no habían sido reubicadas.
Para poder proseguir los planes de terminación de la entidad, en el año 2004 los presidentes de la Argentina Néstor Kirchner y de Paraguay Nicanor Duarte Frutos, acordaron lo que sería el Plan de Terminación Yacyretá (PTY) con el fin de finalizar las obras civiles asociadas a la Entidad y poder así aumentar la cota del río Paraná, que permitiría a la Central hidroeléctrica trabajar a su máxima capacidad originalmente construida.  
El Plan de Terminación del Emprendimiento Binacional Yacyretá (PTY) consistía en:
- Liberar las áreas a ser inundadas, considerando la expropiación de los inmuebles, la seguridad de las zonas liberadas, la relocalización de la población y actividad económico-productiva, la rehabilitación socioeconómica de la población reasentada y la solución del pasivo social de otras instancias del llenado.
- Realizar obras y acciones necesarias para mitigar los efectos sobre el medioambiente.
- Reponer obras de infraestructura hidráulica, urbana y de transporte, como rutas, puentes, puertos, aeropuertos, redes de transmisión eléctrica, etc.
- Recomponer la trama urbana de Encarnación, Posadas, y otras ciudades afectadas.

Este acuerdo denominado Plan de Terminación de Yacyretá, presentaba una serie de obras que debían realizarse para finalizar el proyecto. Esto demandaría una inversión adicional de US$ 500 M.  En abril de 2006, el nivel del embalse alcanzó los 78 m s. n. m., 5 metros por debajo de la cota originalmente proyectada. 
El 11 de diciembre de 2010 el nivel del agua alcanzó la cota de 82 m s. n. m.; la producción de la represa ya era de 2.600 MW. Finalmente, el 25 de febrero de 2011, los presidentes de Argentina Cristina Fernández de Kirchner y de Paraguay, Fernando Lugo, dieron autorización para que sea elevada la cota del embalse a su nivel proyectado de 83 m s. n. m., y que permitía al complejo alcanzar su producción de diseño de 3.200 MW, lo que representaría un aporte adicional de 8000 GWh/h/año, superando los 20.000 GWh/año estimados de promedio.
A principios de 2017, 'Yacyretá emite un comunicado en el que informa que en 2016, ha alcanzado una generación récord con 21 TW, superando en 1,2 TW la producción prevista en su proyecto original de 19,800 TW/h/año, superando la producción récord de 20.091,2 GWh obtenida durante el año 2012.

## Obra civil

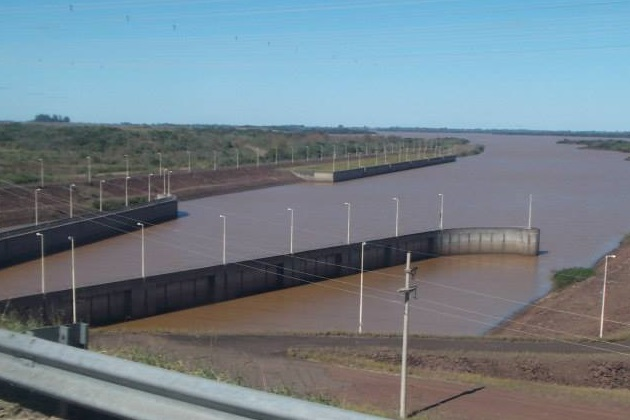
Compuertas de Yacyretá.

### El embalse
Consta de una presa construida con materiales sueltos (arena, arcilla y piedra) de aproximadamente 67 km de extensión, que cierra los dos brazos del río, divididos por la isla Yacyretá. El lago generado ocupa un área de 160.000  Ha (1600 km²) y alcanza la ciudad de Posadas, Misiones, distante a casi 100 km de la represa.
En el centro del embalse, se encuentran unas islas de arena: las islas de Santos Cosme y Damián. Estas islas no son sino porciones de terreno que no llegaron a anegarse, luego de que el nivel del río, se elevara 21 m por encima de su cota.

### La represa
El extremo sur de la misma, se apoya en la costa argentina, en la localidad de Rincón Santa María, y el extremo norte, en la costa paraguaya, junto a la localidad de San Cosme y Damián. 
En cada brazo, existe un vertedero. Las turbinas se encuentran emplazadas junto al vertedero en el brazo principal, conformado por 18 compuertas que permiten un flujo máximo de 55.000 m³/s. El otro brazo del río, Ana-cuá, cuenta con 16 compuertas más, con capacidad para 40.000 m³/s. Lo que representa un volumen de evacuación total de 95.000 m³/s.

En este brazo, es donde se emplazarían tres turbinas más para aumentar la capacidad de producción eléctrica.
Excavado en el lecho basáltico, un canal de navegación con dos esclusas, permite el paso de embarcaciones de hasta 37 metros de  calado (aprox. 120 pies), salvando el desnivel de las aguas.
Luego de que estudios ecológicos demostraran que la presencia del dique inhibía la reproducción de las especies migratorias del Paraná, en especial el dorado y el surubí, se construyeron dos elevadores de peces que permitieron, a todos los especímenes que nadan río arriba, salvar los 25 metros de diferencia para desovar en el Alto Paraná.
El ingeniero y sociólogo español Luis F. Rodríguez, tuvo un papel determinante en la construcción de la represa, y su aportación al cuidado medioambiental y la sostenibilidad de poblados, fauna y flora de la zona, aún son recordados como un ejemplo de unir progreso y conservación.

### La central

#### Edificio

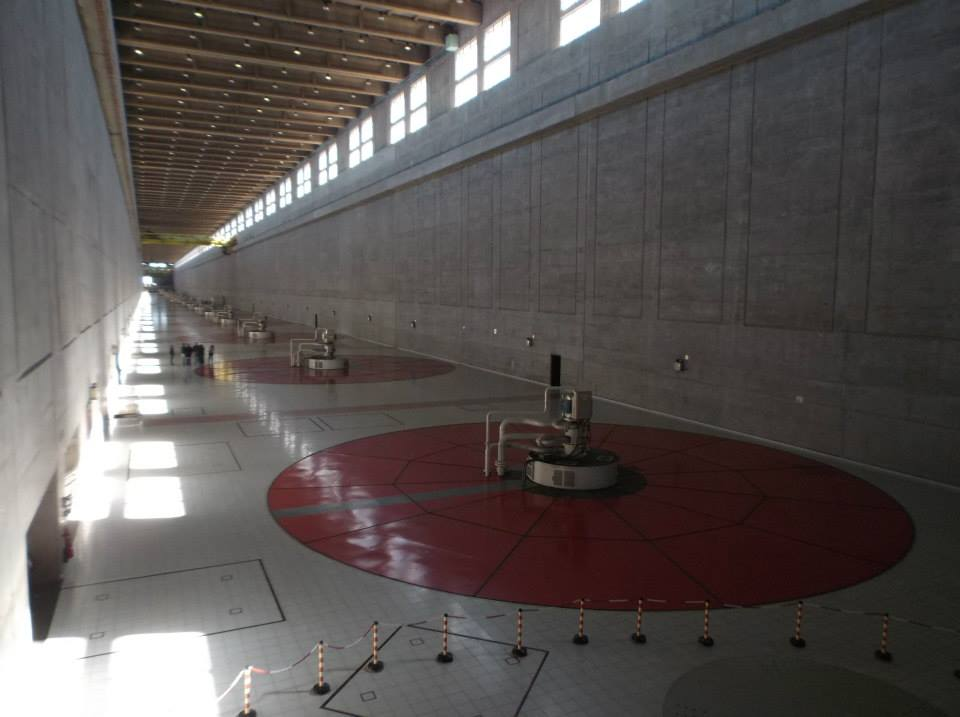
Interior de la turbina de Yacyretá.

Se construyó sobre la isla de Yacyretá, que es uno de los últimos eslabones de la pared basáltica levantada por la falla que recorre el subsuelo de la provincia de Corrientes en dirección NE-SO.
Esta falla es la responsable de la existencia de los Saltos de Apipé.
El edificio que alberga a la central hidroeléctrica, es de hormigón, posee una altura de 70 m (medidos desde los cimientos hasta el techo), tiene 80 m de ancho y 816 m de largo.
La caída de agua es de 23,3 m desde que se alcanzó la cota 83 m s. n. m.

#### Turbinas
Posee veinte turbinas tipo Kaplan de eje vertical, construidas en acero. Cada unidad tiene un peso de 278 Toneladas, puede entregar una potencia máxima de 160 Megavatios y evacuar, como máximo, 830 m³/s.

Para tener un punto de referencia, toda el agua que atraviesa las cataratas del Iguazú (que poseen la misma altura que el edificio, y cuyo caudal medio es de 1750 m3/s), puede ser turbinada por menos de tres de las veinte turbinas instaladas. La totalidad del agua consumida por Asunción (capital del Paraguay), durante 13 días, o por la Ciudad de Buenos Aires, en dos días. alcanzaría para que las 20 turbinas funcionaran apenas durante una hora.

### Navegación
Para facilitar la navegación se construyó un canal de navegación, con dos esclusas en la localidad de Santa María, sobre la margen argentina.
Tiene una longitud total de 270 metros (útiles 236 m), un ancho de 27 m y una profundidad mínima de 5 m, lo que permitirá el paso aguas arriba de embarcaciones de hasta 37 m (120 pies). Para que las embarcaciones superen la diferencia de aguas hacia arriba, la esclusa baja se abre, el barco ingresa al canal, se cierra la esclusa e ingresa agua desde la cota aguas arriba de la represa, una vez igualado el nivel, se abre la esclusa superior y el barco continúa su derrotero.
Para superar la diferencia, aguas abajo, se abre la esclusa superior, el barco ingresa al canal, se cierra la esclusa, y se deja escapar el agua hacia el nivel inferior. Una vez alcanzado el nivel, se abre la esclusa inferior, y el barco continúa su derrotero. Este pasaje de agua no requiere gasto energético, ya que el canal es llenado y vaciado por vaso comunicante.

## Proyecto "Más Yacyretá"
Así se denomina al proyecto de ampliación de Yacyretá, para acrecentar la producción de energía, debido al aumento de la demanda energética de ambos países.

El proyecto prevé la instalación de tres turbinas, en una nueva central a construirse en el brazo Ana-cuá, la modernización de tres turbinas de las veinte ya instaladas, y la construcción de la central hidroeléctrica Corpus. Esto totalizaría una producción global de 7.350 MW de potencia instalada, con 46 TW/h. de generación media anual, lo que representa más del 50% de la producción actual (2017) de la central Itaipú.
Consiste en:
- La construcción de una nueva central hidroeléctrica en el vertedero actual del brazo del río Paraná llamado "Aña-cuá" (270 MW potencia instalada).
- La instalación  de 3 turbinas de la central actual (480 MW de potencia instalada).
- La construcción de una nueva central hidroeléctrica de Corpus (3.500 MW de potencia instalada) aguas arriba de la actual Yacyretá.

## Turismo

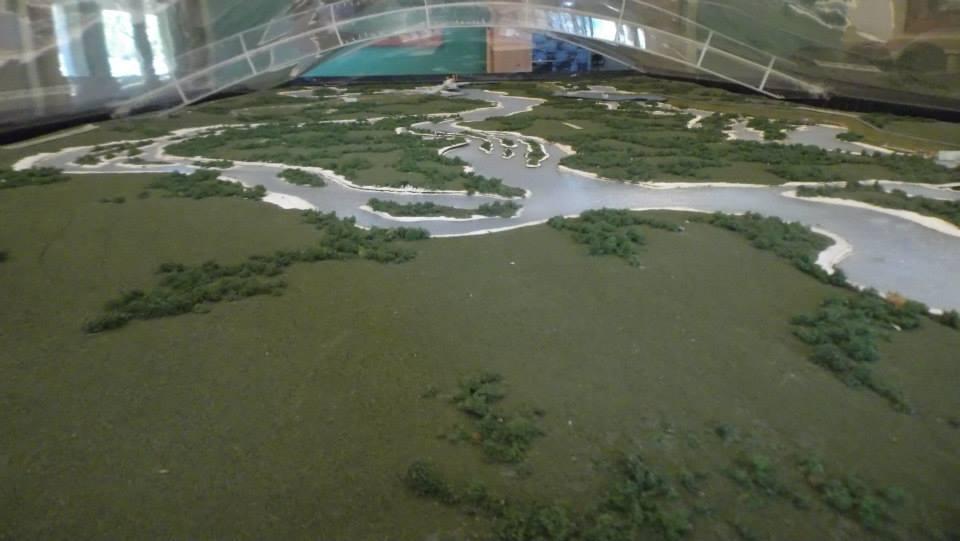
Maqueta de Yacyretá en el Museo Regional (Ayolas).

La zona cuenta con abundante fauna ictícola y existen áreas destinadas para la pesca. Con el ánimo de mantener y proteger la fauna ictícola paraguaya y argentina, la pesca se encuentra regulada, requiriéndose un carné de pesca que puede obtenerse en las Oficinas de Pesca regionales.
- El Museo Regional Yacyretá se encuentra en la ciudad de Ayolas. En él se encuentran expuestos piezas arqueológicas, minerales y ejemplares de la fauna nativa.

- El Refugio Faunístico de Atinguy está ubicado a 18 km de Ayolas; su territorio abarca 100 hectáreas, donde pueden observarse variadas especies de fauna y flora de la región. El refugio provee condiciones óptimas para que los animales vivan naturalmente.

Aunque la represa hidroeléctrica es relativamente poco contaminante, la Entidad Binacional ha destinado áreas para la conservación y recuperación de la flora y fauna local, de modo a paliar las consecuencias ambientales que acarrearon las obras. Con la inundación, localizaron y reubicaron a 11.000 individuos de 110 diferentes especies faunísticas.
Actualmente, la entidad tiene protegida un área que abarca 58.000 ha, y proyecta aumentar esta superficie a 187.000 hectáreas a medida que avance el proyecto.
La Reserva Natural está ubicada en un extremo de la isla. Está abierto al público y posee un centro de visitantes al que se llega por un sendero llamado "Acuti po’i" de 2.500 m en el que se pueden realizar caminatas guiadas. Existen diferentes opciones de alojamiento en la zona, como el Hotel Nacional de Turismo y el Yacyretá Apart Hotel. La Secretaría de Turismo de la Nación, provee información y detalles al respecto.

## Organización
La Entidad Binacional Yacyretá está organizada en dos órganos principales: el Consejo de Administración y el Comité Ejecutivo, con igual número de representantes de Argentina y Paraguay.

### Administración 2018
En enero de 2018, el Comité Ejecutivo estuvo conformado por Enrique Martín Goerling Lara como director general por Argentina y Óscar Nicanor Duarte Frutos como director general por Paraguay.
El Consejo de Administración estuvo integrado por ocho consejeros: Clodomiro Enrique Risau, Juan Marcelo Gatti, José Horacio Ordeix y Alberto Enrique Devoto por Argentina; y a Marco Vinicio Caballero Giret, Carlos María Santacruz Sosa, Víctor Raúl Almirón Achar e Ysabelino Nemesio Lichi Leguizamón por Paraguay.
Los representantes de Cancillería designados fueron Guillermo Hunt por Argentina y Víctor Manuel Miranda Ocampo por Paraguay.

## Denuncias de corrupción
Durante su construcción hubo denuncias de corrupción, del presupuesto original de US$ 1.500 M, se llegó al costo final de US$ 11.500 M, de los cuales, US$ 7.000 M correspondieron a costos financieros, y US$ 1.000 M a costos de estudios de consultoría.
Hasta hoy (2016), se ignora el paradero de US$ 3.500 M, lo que ha dado pie a numerosas investigaciones por corrupción. Funcionarios de la EBY (Entidad Binacional Yacyretá) han sido condenados por malversación de fondos y especulación, ya que utilizaron información privilegiada para beneficiarse con la compra de tierras de los terrenos a inundar, por valores irrisorios, con el fin de obtener cuantiosas indemnizaciones cuando éstas se expropiaran. El expresidente argentino Carlos Saúl Menem, en una frase que se ha hecho célebre, lo llamó «Monumento a la Corrupción».

Desde el comienzo de su construcción, en el año 1983, la EBY recibió numerosas denuncias. A Yacyretá se le atribuyó la responsabilidad de afectar no solo el ambiente y el ecosistema regional, sino también la calidad de vida de gran parte de los habitantes de la región. Si bien en la página oficial del complejo, se puede leer un extenso plan de obras que se realizó y se realiza, tomando en cuenta el medioambiente, y en el que se especifica que se han creado nuevos ecosistemas y reservas de biodiversidad, y que gracias a las regalías obtenidas, se mantienen programas de saneamiento y mantenimiento de la biodiversidad, la realidad es que existen numerosas denuncias en contra del EBY y viceversa. Un ejemplo de causas es la presentada ante el Tribunal Ético contra la Corrupción, por Jorge Urusoff, activista social de la Ciudad de Encarnación. La denuncia se encuentra actualmente en trámite ante la Corte Interamericana de Derechos Humanos, de San José de Costa Rica.
En 2018 el abogado José Manuel Ubeira, se presentó como querellante en la causa que se investiga los sobreprecios en la represa, en  representación de Antonio Casabona, el único denunciante que hay por los sobreprecios en la obra de la represa desde el año 1979. En la única causa todavía abierta donde se investigan sobrecostos históricos, Casabona fue contratado por el Estado nacional para determinar los mayores costos en Yacyretá. Dedicó muchos años de su vida a investigar sobre el tema de la obra pública, los contratos, detallando información histórica que demuestra que la cartelización de la obra pública en la Argentina viene desde 1976. El objetivo de su querella fue revelar algunos capítulos de la historia argentina en cuanto a cómo algunas personas construyeron fortunas con la obra pública cartelizada en Argentina, detallando que la situación compromete al expresidente Mauricio Macri y su padre, el empresario Franco Macri, algunas de las principales empresas del grupo, como Sideco Americana,  también incluía a Impregilo, fueron partícipes, por lo cual, pidió que se cite a indagatoria a Franco y Mauricio Macri.
La constructora IECSA perteneciente al grupo Macri fue la empresa que más facturó en la Entidad Binacional Yacyretá, mediante contratos millonarios para obras en Misiones. Con la llegada de Cambiemos al Gobierno, los macristas Humberto Schiavoni y  Martín Goerling se hicieron cargo del manejo de la Entidad y mantuvieron los beneficios para las empresas cercanas al -por entonces-presidente. IECSA fue una de las constructoras más grandes del país y fue la más beneficiada durante mucho tiempo en Misiones con las obras financiadas por la Entidad Binacional Yacyretá. En los años 1990, cuando Ramón Puerta era gobernador y Humberto Schiavoni era ministro de Economía, IECSA fue adjudicada para construir la Costanera de Posadas. Humberto Schiavoni fue ministro de Economía del misionero en su etapa como gobernador, pero fue más famoso por haber sido nombrado director ejecutivo de una de las obras donde se registraron mayores denuncias de corrupción, el Ente Binacional Yacyretá.

### Caso seguros
En noviembre de 2024 estallaría un nuevo escándalo que derivaría en una causa judicial conocida como Caso de los Seguros, cuando Paraguay denunció que la parte argentina de la empresa presionó para adjudicar de forma irregular un contrato de seguros por 130 millones de dólares a una empresa cercana a Mauricio Macri
sin experiencia en el rubro y que no contaba con los avales legales ni económicos necesarios. entre otras irregularidades de JNP, que van desde documentación incomplet falta de experiencia hasta un apoyo muy bajo por parte de las reaseguradoras, la empresa ya había sido excluida anteriormente por no presentar documentación legal. Al mismo tiempo se denunció que el costo del contrato de seguros paso de 10 millones de pesos por 18 meses, en el año 2023 a más de 130 millones de pesos por sólo 12 meses. Según los medios paraguayos el redireccionamiento estuvo a cargo Alfonso Peña, director ejecutivo de la parte argentina de la empresa y hombre fuerte de Mauricio Macri y a Juan Pazo mano derecha del Ministro Santiago Caputo.
 El caso provocó un conflicto diplomático con Paraguay, diferentes medios paraguayos pusieron la lupa sobre la influencia del expresidente argentino Mauricio Macri a través de Alfonso Peña, para favorecer a la empresa denunciada.